# Благовіщенська церква (Сарапул)
Благові́щенська це́рква (церква Благовіщення Пресвятої Богородиці) — церква в місті Сарапул Удмуртії, Росія.
Церква була збудована в 1881 році при Благовіщенському жіночому монастирі, була його центральним храмом. Кошти на будівництво церкви були виділені пермським купцем I гільдії Дедюхіним Нікандром Олексійовичем. Головний престол в холодному храмі був освячений в ім'я Благовіщення Пресвятої Богородиці, в теплому — правий освячений в ім'я Всіх Святих, лівий — в ім'я Святих Рівноапостольних Кирила та Мефодія. Першим настоятелем церкви був протоієрей та композитор Чистяков Олексій Миколайович.
В 1917 році монастир був закритий, дзвіниця зруйнована. Зараз на території монастиря знаходиться Сарапульський радіозавод, а церква перетворена на одне з його приміщень.